# ジェームズ・マッコーブレー
ジェームズ・フォスター・マッコーブレー（James Foster McCoubrey、1901年9月13日 - 2013年7月5日）は、世界最高齢の男性とされていた人物。しかし、現在ではサルスティアーノ・サンチェスのほうが3ヵ月年上であったことが判明しており、男性長寿世界一になれなかったことが判明している。また、アメリカ国内の男性最高齢でもなかった。カナダ出身で、カリフォルニア州に在住していた。

## 長寿記録
- 2013年5月23日、バルバドス在住だったジェームズ・シスネット[1]の死去に伴い、男性としては世界で3番目の長寿となった。
- 同年6月11日、京都府在住だった木村次郎右衛門[2]（116歳54日）が日本時間12日未明に死去したことに伴い、111歳272日で存命中の男性としては世界で2番目の長寿となった。
- 同年7月5日に死去。111歳295日。

男性世界最高齢は135日年下の五十嵐丈吉（日本）となったとされたが、2013年7月25日に112歳のサルスティアーノ・サンチェスが男性長寿世界一として認定されたため、マッコーブレーと五十嵐の両方が男性世界最高齢ではなかったことが判明している。